# Eberhard II. von der Marck-Arenberg
Eberhard II. von der Marck-Arenberg (nach anderer Zählung Eberhard IV., † um 1454) war von 1378 bis 1454 Graf von Arenberg und erwarb für sein Haus weitere Besitzungen.

## Leben
Er war Sohn von Eberhard I. von der Marck-Arenberg und dessen Frau Maria von Looz. Bruder war Johann I. von der Marck-Arenberg.
Eberhard II. wurde  Nachfolger seines Vaters. Er erwarb  bedeutende Besitzungen. Er heiratete Marie de Braquemont, dame de Sedan, die Tochter des Guillaume I. de Braquemont. Von seinem Schwager Ludwig von Braquemont kam 1424 die Herrschaften Sedan und Florenville in seinen Besitz. Auf ihn geht seit 1446 der Beginn des Baus der Burg Sedan zurück. Durch die Heirat mit seiner zweiten Frau Agnes von Rochefort kamen auch die Grafschaft Rochefort im heutigen Belgien und weitere Besitzungen in seine Hand.
Eberhard II. war ein kriegerischer Regent. Er trug verschiedene Fehden mit dem Haus Luxemburg sowie dem Hochstift Lüttich aus. Im Jahr 1445 kam es sogar zu einer Auseinandersetzung mit Philipp dem Guten von Burgund.

## Nachkommen
Mit seiner ersten Frau hatte er mindestens drei Kinder. Die Tochter Elisabeth heiratete Graf Georg von Sayn-Wittgenstein. Der Sohn Johann II. erbte die Besitzungen Arenberg, Sedan und Lummen und die Erbvogtei im Hennegau. Der Sohn Jakob erbte eine Burggrafschaft in der Picardie. Vermutlich war auch Isabella von der Marck-Arenberg († wohl vor 1425), die 1418 mit Gumprecht II. von Neuenahr verlobt wurde, eine Tochter aus der ersten Ehe. Auch aus der zweiten Ehe stammten drei Kinder. Der Sohn Eberhard ist wahrscheinlich jung gestorben. Johann trat in den geistlichen Stand ein. Ludwig I. erbte die Grafschaft Rochefort. Damit spaltete sich das Haus Marck-Arenberg in die Linien Arenberg und Rochefort.